# Circle Jerks
Circle Jerks és un grup californià de hardcore punk format el 1979 a Los Angeles. El grup va ser fundat per l'anterior vocalista de la Black Flag, Keith Morris, i el guitarrista de Redd Kross, Greg Hetson. Circle Jerks ha publicat sis àlbums d'estudi, un recopilatori, un àlbum en directe i un DVD en directe. El seu àlbum de debut, Group Sex (1980), és considerat una referent dins del gènere hardcore.
La banda s'ha separat i tornat a ajuntar diverses vegades, canviant de baixista i bateria. Es va dissoldre per primera vegada després del llançament del seu cinquè àlbum VI (1987), fet que va permetre a Hetson centrar-se en Bad Religion (on n'ha estat membre de 1984 al 2013) a temps complet. Circle Jerks es va recompondre per primera vegada el 1994 i van publicar el seu sisè i últim àlbum d'estudi fins ara, Oddities, Annormalities and Curiosities, l'any següent abans de separar-se per segona vegada. La banda es va reunir per segona vegada el 2001 i va passar els següents deu anys tocant en directe periòdicament. Aquest retrobament va donar només una nova cançó, «I'm Gonna Live», que es va publicar al seu perfil de MySpace el 2007. Les divergències entre els seus membres i els intents fallits de registrar un nou àlbum va provocar que Circle Jerks es trenqués de nou el 2011. Tot i això, la banda va anunciar al novembre de 2019 que es reuniran el 2020 per a celebrar el 40è aniversari de Group Sexual amb una gira de concerts.
Molts grups i artistes han citat Circle Jerks com a influència, incloent Flea, Anti-Flag, Dropkick Murphys, The Offspring i Pennywise.

## Membres

### Membres actuals
- Keith Morris - veu (1979–1990, 1994–1995, 2001–2011, 2019 – actualitat)
- Greg Hetson - guitarra (1979–1990, 1994–1995, 2001–2011, 2019 – actualitat)
- Zander Schloss - baix (1984–1988, 1989-1990, 1994–1995, 2001–2011, 2019 – actualitat)

### Antics membres
- Roger Rogerson - baix (1979–1983; mort el 1996)
- Earl Liberty - baix (1983–1984)
- Lucky Lehrer - bateria (1979–1983)
- Chuck Biscuits: bateria (1983–1984)
- Keith Clark - bateria (1984–1990, 1994–1995)
- Kevin Fitzgerald - bateria (2001-2011)

### Membres en gira
- Charlie Quintana - bateria (1981, gira per la Costa Est)
- John Ingram - bateria (1983, també va actuar a les sessions de Golden Shower of Hits)
- Flea - baix (1984)
- Chris Poland - baix (1988)
- Ted Pittman - baix (1988-1989)
- Doug Carion - baix

## Discografia
Àlbums d'estudi
- Group Sex (1980)
- Wild in the Streets (1982)
- Golden Shower of Hits (1983)
- Wonderful (1985)
- VI (1987)
- Oddities, Abnormalities and Curiosities (1995)